# Blitz Film & Video Distribucija
Blitz Film & Video Distribucija филмски је дистрибутерски студио, власника Blitz Group-е. Бави се биоскопском и повремено дигиталном дистрибуцијом, маркетингом и промоцијом филмова које је продуцирао и објавио Warner Bros. Pictures. Такође, дистрибутер је филмова студија као што су Lionsgate, STX Entertainment, Amblin Entertainment, MGM, као и независних студија Europa Corporation, Studio Canal, Pathé, Gaumont, и многих других.
Предузеће је основано 1992. године, а данас има своје представништво у готово свим земљама средње и источне Европе.